# Lista dei codec
Lista dei codec.

## Codec audio

### Compressione senza perdita dei dati
- Apple Lossless Encoding
- Direct Stream Transfer (DST)
- Free Lossless Audio Codec
- LA (Lossless Audio)
- Lossless Predictive Audio Compression (LPAC)
- Lossless Transform Audio Compression (LTAC)
- Meridian Lossless Packing (MLP)
- Monkey's Audio (APE)
- OptimFROG
- RealAudio Loseless
- RKAU (RK Audio)
- Shorten (SHN)
- True Audio free lossless codec (TTA)
- WavPack
- Windows Media Audio 9 Lossless
- Dolby TrueHD
- DTS-HD Master Audio

### Compressione con perdita dei dati
- Generali (flusso dati da medio ad alto)
  - A/52 or AC-3 AC-3 or Dolby Digital A/52
  - ADPCM (Adaptive Differential Pulse Code Modulation)
  - AAC Advanced Audio Coding (MPEG-2 e MPEG-4)
  - ADX () (usato principalmente nei giochi)
  - ATRAC Adaptive TRansform Acoustic Coding (Usato nei MiniDisc)
  - DTS (DTS Coherent Acoustics)
  - DTS-HD High Resolution
  - MP1 (MPEG audio layer 1)
  - MP2 (MPEG audio layer 2) Layer 2 audio codec (MPEG-1, MPEG-2 e non-ISO MPEG-2.5)
  - MP3 (MPEG audio layer 3) Layer 3 audio codec (MPEG-1, MPEG-2 e non-ISO MPEG-2.5)
  - Musepack
  - Perceptual Audio Coding
  - TwinVQ
  - Vorbis
  - WMA (Windows Media Audio)
- Specifici per la voce (flusso dati basso, ottimizzato per la telefonia e il VoIP)
  - GSM
  - G.711 (a-law e u-law)
  - G722
  - G722.1
  - G723
  - G.723.1
  - G.726
  - G.728
  - G.729
  - G.729a
  - HILN (MPEG-4 Parametric audio coding)
  - AMR
  - Speex, licenza libera
  - IMBE
  - AMBE
  - VSELP
  - CELP
  - SMV
  - EVRC
  - QCELP
- Altro
  - Perceptual Audio Coding, usato dalla radio via satellite e IBOC radio digitale
- ADC lossy Codec time domain (Adaptive Differential Coding)

## Codificatori per  testo
- Ogg Writ
- Codifica di Huffman

## Codec video

### Compressione senza perdita dei dati
- CorePNG
- H.264 High Profile supporta la codifica senza perdita
- Huffyuv
- MSU Lossless Video Codec
- Lagarith
- LCL
- Tscc TechSmith Camtasia losslesscoder
- CamStudio Lossless Codec CamStudio - Free Screen Recording Software
- Cappelli [collegamento interrotto] Levysoft »    Codec Cappelli: il rivoluzionario sistema di compressione di foto e video made in Italy. Dubbi e riflessioni sulla sua possibilità  di diffusione

### Compressione con perdita dei dati
- Audio Video Standard (AVS)
- Cinepak
- Dirac(BBC) codec open source sviluppato dall'emittente di Stato Inglese
- H.261
- H.263
- H.263v2
- Indeo 3/4/5
- KVCD
- MJPEG
- MPEG-1 Video
- MPEG-2 Video
- MPEG-4 Advanced Simple Profile Video
  - DivX
  - XviD
  - 3ivx
- MPEG-4 Advanced Video Coding vedi H.264
  - x264
  - Nero Digital
  - Sorenson AVC Pro codec, nuova implementazione Sorenson
- Ogg Tarkin
- On2 VP3, VP6
- Pixlet
- RealVideo
- VC-1
- Ogg Theora
- WMV
  - ASF (Parte di Windows Media)
  - WAX    (Parte di Windows Media)
- JPDM JPDMovie